# Escombres-et-le-Chesnois
Escombres-et-le-Chesnois är en kommun i departementet Ardennes i regionen Grand Est (tidigare regionen Champagne-Ardenne) i nordöstra Frankrike. Kommunen ligger  i kantonen Sedan-Est som ligger i arrondissementet Sedan. År 2022 hade Escombres-et-le-Chesnois 343 invånare.

## Befolkningsutveckling
Antalet invånare i kommunen Escombres-et-le-Chesnois
Referens: INSEE